# Біологізм
Біологізм (утворення поняття від біології за допомогою суфікса -ізм), також біологічний детермінізм або генетичний детермінізм — означає перенесення біологічних стандартів і понять у небіологічні або не переважно біологічні умови. Сюди входить одностороння або ексклюзивна інтерпретація цих зв'язків на основі біологічних спостережень і моделей пояснення. Це спроби вивести людську поведінку, розвиток і особистість насамперед із біологічних факторів, таких як біологічна стать, спадковість та еволюційно-психологічні пояснення, замість взаємодії між біологічними та соціальними факторами. Серед визначальних елементів, знайдених у літературі, найважливішим є уявлення про те, що генетика визначає майбутнє індивіда та його характеристики. Біологічний детермінізм асоціюється з рухами в науці та суспільстві, включаючи євгеніку, науковий расизм, а також дебати навколо успадкованості IQ, основи сексуальної орієнтації, та соціобіології. Біологізм — це біологічний напрям у соціології другої половини XIX ст., який закони біології переносив на суспільство, що призводило до спрощеного бачення розвитку і функціонування суспільства.
Біологізм у соціології, філософії науки та біології описує віру в те, що поведінка людини контролюється генами людини. Однак цей термін не є біологічним, хоч і використовує біологію нормативно, а не описово; але чи є це використання легітимним — питання не біологічне, а метаетичне. Натомість це термін, який використовується в культурологічних дослідженнях і включає дистанційну оцінку поглядів, які вважаються «біологічними» і повинні характеризуватися як односторонні, нерелевантні або перебільшені. Тому його також використовують у принизливій формі або як термін на полі бою в соціальних і наукових дебатах і навряд чи як самоназву таких світоглядів. Як самопризначення, представники відповідних поглядів часто віддають перевагу терміну натуралізм.
Сучасний науковий консенсус полягає в тому, що всі фізичні риси, поведінка та соціальні взаємодії є фенотипами, тобто результатом складної взаємодії між генами та середовищем, а також набутих процесів, результатом досвіду, навчання людей, схильних до певних генетичних особливостей.

## Термін і використання
Біологічний детермінізм сьогодні розглядається в термінах генетичного детермінізму, набору теорій, які захищають можливість давати остаточні відповіді на поведінку живих істот на основі їхньої генетичної структури. Тому поведінка як тварин, так і людей підкоряється формам, які були необхідними для виживання їхніх генів і поширюються на складні соціальні системи, пристосовані до їх найбільш сприятливого еволюційного процесу. Генетичний редукціонізм — це подібна концепція, але вона відрізняється від генетичного детермінізму тим, що перший відноситься до рівня розуміння, а другий — до нібито причинної ролі генів.
Зачатки біологізму можна знайти ще в Арістотеля, але остаточно ця позиція з'явилася у філософській думці та науковій рефлексії лише в дев'ятнадцятому столітті з публікацією теорії еволюції Чарльза Дарвіна. Велике значення в поширенні цього напряму мав соціолог і філософ Герберт Спенсер. Концепція еволюції Спенсера виникла на основі біології. Звідси походить біологізм його поглядів на суспільство.
У 1892 році німецький еволюційний біолог Авґуст Вайсман у своїй теорії зародкової плазми запропонував, що спадкова інформація передається лише через статеві клітини, які, на його думку, містять детермінанти (гени). Англійський ерудит Френсіс Гальтон, припускаючи, що такі небажані риси, як клишоногість і злочинність, передаються у спадок, виступав за євгеніку, прагнучи запобігти розмноженню нібито дефектних людей. Американський лікар Семюель Джордж Мортон і французький лікар Поль Брока намагався пов'язати об'єм черепа (внутрішній об'єм черепа) з кольором шкіри, щоб показати, що білі люди є кращими. Інші дослідники, такі як американські психологи Г.Г. Годдард і Роберт Йеркс, намагалися виміряти інтелект людей і показати, що отримані результати є спадковими, знову ж таки, щоб продемонструвати передбачувану перевагу людей з білою шкірою.
Гальтон популяризував фразу «природа» та «виховання», яку пізніше часто використовували для характеристики гострої дискусії щодо того, чи визначають поведінку людини гени чи середовище. Вчені, такі як екологи, а також біхевіористські генетики тепер вважають очевидним, що обидва фактори є важливими, і що вони взаємопов’язані, особливо через механізми епігенетики. Американський біолог Е.О. Вілсон, який заснував дисципліну соціобіологію на основі спостережень за тваринами, такими як соціальні комахи, неоднозначно припустив, що її пояснення соціальної поведінки можуть застосовуватися до людей.
Цей термін був введений у культурно-науковий дискурс приблизно в 1911 році філософом Генріхом Ріккертом і все ще використовується сьогодні, перш за все для опису певних пояснювальних моделей соціології, культурної антропології, історіографії та юриспруденції кінця 19-го та початку 20-го століть, які походять від дарвінізму, але на відміну від самого Дарвіна чи його ближчих послідовників, таких як Т.Г. Хакслі, переосмислює принципи біологічної еволюції в загальні етичні чи історичні сентенції. Генріх Ріккерт був одним із сильних критиків руху біологізму. Біологізм був рисою вчення Ніцше, яку критикував Гайдеґґер. Фрейд — читач і шанувальник Ніцше — схоже представляє людину як своєрідне поле битви між Его, Суперего та Ід.
Про біологізм говорять коли зводять сутність соціальних відносин і соціальних факторів до біологічних явищ і процесів; заснований на переносі законів біології (боротьба за існування, природний відбір та «боротьба за виживання», клітинна структура організму та ін.)  на життя людського суспільства, формування політичних процесів та державних інститутів. Про біологізм говорять, коли робляться спроби пояснити людські явища та факти (наприклад, індивідуальну чи колективну поведінку, соціальні умови чи політичний контекст) переважно або виключно через біологічні факти, теорії та моделі. Визначені в біології закони узагальнюються як єдині закони реального світу і зводяться до свого роду «світового принципу». Тому біологізм також визначається як біологічний редукціонізм, який відстежує всі відповідні соціальні чи культурні явища до основних біологічних фактів. Історично біологічні підходи розвивалися, з одного боку, шляхом перенесення біологічних концепцій на соціальні та культурні науки, з іншого боку, викликані поширенням біології на фізичні науки. Відомими представниками біологічно класифікованих моделей мислення є зоолог Ернст Геккель і натурфілософ Адольф Мейєр-Абіх — останній є одним із небагатьох представників, які описали свої тези як «біологічні». Австрійський учений-зоолог, засновник так званої «соціальної етології» Конрад Лоренц (1903—1989) активно розвивав зазначені погляди у своїй праці «Про агресію» (1967), у якій висував концепцію «інстинктивної агресивності», притаманної нібито як тваринам, так і людям; поширював біологічні закономірності поведінки тварин на людське суспільство. Відомий американський політолог і футуролог Герман Кан, автор «теорії ескалації» міжнародних конфліктів, розвиваючи думки К. Лоренца, ототожнює війни із сутичками тварин. Численні послідовники і епігони К. Лоренца, особливо у США, багато пишуть про «недосконалість людської природи», про загострення агресивності тварин у зв'язку з перенаселенням, а в людей — у зв'язку з демографічним вибухом в Азії, Африці, Латинській Америці.
Численні соціальні дарвіністські та народні теорії сильно детерміновані біологічно. У біології та медицині біологічні погляди мали особливий вплив на спадкову євгеніку між 1900 і 1920 роками. У той час біологічні моделі пояснення та концепції втручання існували не лише в буржуазно-академічному середовищі, де вони часто асоціювалися з расистськими ідеями, але також використовувалися частинами робітничого руху на додаток до економічного руху матеріалістичної теорії, наприклад, щоб пояснити зубожіння пролетаріату використовуючи ідею спадкового мікробного ураження в результаті несприятливих соціальних обставин. Навіть сучасна соціобіологія може набувати односторонніх біологічних рис, якщо вона не лише прагне зрозуміти біологічні умови як передумови соціокультурної дії, але й ігнорує автономію та притаманну динаміку соціокультурних явищ. З 1970-х і 1980-х років простежуваність сучасної еволюційної біології до генетичних і нейрофізіологічних основ все більше відіграє роль в інтерпретаціях, які класифікуються як біологічні. Іноді, однак, біологізму також приписують загальнонаукові або науково-редукціоністські погляди, як-от ідея, також представлена частинами науки, про те, що психічні речі можна вичерпно пояснити з біології і що психічні явища базуються виключно на цій основі. Деякі критики також називають біологізмом спробу перенести певну поведінку тваринного світу на людські суспільства або релятивізувати людські моральні поняття та цінності. До біологізаторських (натуралістичних) концепцій, які абсолютизують роль біологічних начал в людині і принижують значення соціального (культурного) відносяться: расизм, соціал-дарвінізм, соціобіологія.
Задля ствердження вищеозначеної теорії часто наводяться праці та висловлювання Т. Гоббса, засновника психоаналізу З. Фрейда, теолога Р. Нібура, котрі пояснювали силові методи в політиці, війні, соціальні, особистісні та міжнародні конфлікти вродженими спадковими інстинктами, природним станом людського суспільства.
Однак, неофройдисти, зберігаючи основні методологічні засади та вихідні критерії психоаналізу, намагаються здолати біологізм класичного психоаналізу у підході до предмета психології, яким вони продовжують вважати несвідоме, і популярною є їхня психотерапевтична практика  — різні варіанти психоаналізу; також теорія психосинтезу та гештальтизм і неогештальтизм — напрями, які, суттєво переглянули зміст предмета психології, зосереджуючи увагу на інтеграції та цілісності психіки. Також Лаканівська методика, лаканівська психоаналітична концепція забезпечує відхід від біологізму.

### Використання неолібералізмом біологічного детермінізму
Для Панкаджа, незважаючи на обмежений успіх загальногеномного асоціативного дослідження, яке навіть не пояснює зріст, біологічні детерміністи зарозумілі і стверджують, що в майбутньому можна буде пояснити погано визначені ознаки генетичними основами, тимчасово мінливими та важко оцінюваними кількісно, наприклад інтелект, агресивність чи політичні уподобання. Оскільки є спостереження, яке вважається науковим. Біологічний детермінізм може здаватися правдоподібним — більше того, ніхто не сумнівається, що основні будівельні блоки організму закодовані в його генетичному матеріалі і що еволюція сформувала ці гени через певну комбінацію генетичної мінливості та відбору, — але бажання пояснити людську поведінку є "очевидним божевільним". Найджел Голденфельд і Лео Каданофф підкреслюють важливість емерджентних властивостей системи в цілому для її розуміння та марність пояснень нижчого рангу — теорії систем. Властивості живої істоти не можна звести до її генів. В інших областях Енгельс і Карл Маркс дотримувалися такої ж думки щодо кількості та якості, тому Маркс зазначив, що з певного моменту просто кількісні відмінності стають якісними змінами.
Нині великі компанії отримують великі прибутки, а невелика еліта накопичує величезні багатства, а нерівність досягає рівня, близького до рівня так званого Золотого віку. Існуючі протиріччя капіталізму та неоліберального капіталізму, згідно з Панкаджем, стають усе більш очевидними — немає рівних можливостей, немає заслуг, немає справжніх демократичних прав. Тоді з'являється біологічний детермінізм, який пропонує наукові пояснення суперечностей цивілізації, створених капіталізмом. Якщо всі пояснення звести до генетики — що в деяких аспектах правда — то нам більше не доведеться думати про соціальні, економічні, політичні тощо причини.
Панкадж зазначає, що літературний критик Роберто Шварц уже зазначав, що біологічний детермінізм є соціально необхідною ілюзією, добре заснованою лише на видимості. І як, подібно мистецтву та літературі, наука відображає суспільний процес, якому вона завдячує своїм існуванням. Вчені успадковують упередження суспільств, у яких вони живуть і працюють.
За словами Панкаджа, ніде це не так очевидно, як «Сучасне втілення біологічного детермінізму» з його рішучими неоліберальними припущеннями щодо людей і суспільств, що є вершиною цього підходу, зловживання генетикою та теорією еволюції — соціальний дарвінізм — виправдовують панування та нерівність; рабство та колоніалізм, наукові пояснення зґвалтування та патріархату (фемінізм) і генетичні пояснення притаманної переваги правлячої еліти. У геномну еру, в якій ми опинимося, нам доведеться бути обережними, щоб генетика не виправдовувала безчинства неолібералізму.
Славой Жижек відомий своїми роботами, в яких він аналізує культуру в дусі текстів Жака Лакана, а окрім лаканівського психоаналізу та критики ідеології, центральними вихідними точками мислення Жижека є філософські погляди Г.В.Ф. Гегеля та Карла Маркса.

### Націонал-соціалізм та фашизм
Багато політичних течій (включаючи націонал-соціалізм і фашизм) використовували біологічні пояснювальні моделі для своїх цілей, наприклад, використовуючи передбачувану або фактичну поведінку тварин для виправдання соціальної нерівності, експлуатації та вбивства. Дискримінація часто йде рука об руку з аргументом, який виконує три функції:
Розрізнення: відмінність між дискримінуючою та дискримінованою групою визначається нібито біологічно даними, тобто вродженими характеристиками.
Незмінність: ця відмінність вважається вродженою та незмінною, заперечуючи можливість зміни в цьому відношенні.
Обґрунтування: фактично даний або стверджений факт природи використовується для виправдання певних соціальних умов.
Біологізм трактується в цьому контексті як особливий різновид онтологізації та есенціалізму. Спроба вивести цінності для людського суспільства («повинен») з умов природи («є») в рамках біологізму переважно класифікується як натуралістична помилка в сучасній етиці.